# Ocellularia conpsoromica
Ocellularia conpsoromica är en lavart som beskrevs av Mason Ellsworth Hale 1973. 
Ocellularia conpsoromica ingår i släktet Ocellularia och familjen Thelotremataceae. Inga underarter finns listade i Catalogue of Life.